# Nosorožec srstnatý
Nosorožec srstnatý (Coelodonta antiquitatis) je rod velkého vyhynulého nosorožce, obývajícího severní eurasijské stepi v době pozdního pleistocénu. Latinské rodové jméno Coelodonta znamená „zub s dutinami“. 

## Popis
Srstnatí nosorožci byli součástí tzv. pleistocenní megafauny a někdy bývají označováni jako „věrní průvodci mamutů“. Je pravděpodobné, že se příležitostně stávali kořistí pravěkých lovců, rozhodně však nebyli snadným soupeřem. Byli vybaveni mohutným srstnatým porostem, který je chránil před okolním chladem.
Jedna kostra nosorožce srstnatého byla nalezena také ve spraších v cihelně v Blatě (okres Pardubice). Jeden nález, který je od roku 1335 uložen v rakouském Klagenfurtu, je nejstarší objevenou a dosud dohledatelnou fosilií. Na Sibiři byla v roce 2015 objevena „mumie“ mláděte srstnatého nosorožce, stará asi 34 000 let.

## Velikost
Srstnatí nosorožci byli nesporně velcí savci, blížící se svými rozměry dnešním slonům a největším druhům nosorožců. Délka těla mohla dosáhnout asi 3,7–4,4 metru a výška v plecích přesáhnout 2 metry. Hmotnost největších se tak blížila zhruba 5 tunám. Jen přední roh na jejich lebce, pokrytý keratinem, dosahoval délky 1 metru.

## Potrava
Nosorožci srstnatí byli obligatorní býložravci. Živili se zřejmě převážně travinami a nízko rostoucí vegetací některých netoxických jehličin. Na Sibiři bylo objeveno mládě nosorožce srstnatého staré přes 20 000 let, které se stále živilo matčiným mlékem. Tento objev z permafrostu byl oznámen koncem roku 2021.

## Vyhynutí
Není jisté, co tyto masivní savce vyhubilo, stali se však obětí velkého vymírání na konci poslední doby ledové. Poslední zástupci vyhynuli někdy kolem roku 8000 př. n. l. na území dnešní Sibiře. Příčinou byla zřejmě změna klimatických podmínek (oteplování klimatu a úbytek vhodných habitátů) a sílící lov pravěkými populacemi člověka. Někteří jedinci byli objeveni v podobě dobře zachovaných mršin, díky kterým známe přibližný tvar těla i barvu tohoto zvířete.
Rozbor genomu těchto pravěkých savců ukázal, že jejich populace byly početně stabilní až do doby krátce před vyhynutím. Ani přítomnost člověka pravděpodobně výrazně nepromluvila do genetické diverzity nosorožců srstnatých.